# Паре
Паре (итал. Parè) — коммуна в Италии, располагается в регионе Ломбардия, в провинции Комо. Население составляет 1534 человека (2008 г.), плотность населения составляет 767 чел./км².
Покровителем коммуны почитается[кем?] святой Иоанн Креститель, празднование[чего?] 24 июня.

## Демография
Динамика населения: